# 張裕 (澳門政治人物)
張裕，GLM（1957年11月—），出生於中國內地，澳門特別行政區首兩任廉政公署專員，曾任澳門特別行政區社會文化司司長、澳門基金會行政委員會副主席。

## 學歷簡介
張裕，1975年畢業於濠江中學，為澳門大學、葡萄牙國家行政學院公共行政學士、中山大學行政管理課程碩士研究生。

## 政界發展
- 曾任澳葡政府第二屆澳門市政議會議員和海島市政廳公共衛生暨環境廳廳長
- 1996年參加澳門第六屆立法會選舉，被委任為海島市政議會議員
- 1997年至回歸前擔任海島市政執委會副主席
- 1999年澳門特別行政區首屆政府推選委員會委員
- 澳門回歸後「反貪污暨反行政違法性高級專員公署」更名為「澳門廉政公署」，而他亦被特區政府聘任為廉政專員。
- 2009年獲國務院任命為澳門特區第三任社會文化司司長

## 其他社團或職任
他亦為澳門公共行政管理學會監事會副監事長。另外他曾從事教育工作，他在八十年代起亦熱衷於自助旅遊與攝影，曾多次舉辦個人旅遊攝影展，現為澳門自助旅遊協會榮譽顧問。並著有（或參與）多本關於自助旅遊與自然生態之著作、文集或譯著。

## 著作
- 《世界奇觀背囊遊》張裕 著；澳門青年文化協會1994年初版
- 《駕車自助遊世界》張裕 著；陳細鈿、馮志銓 編輯，澳門青年文化協會1999年初版
- 《澳門的秋天紅葉》「澳門筆匯」1993年第三期
- 《澳門的綠化區和植物之趣》施達時（Antonio Estacio）著，張裕 譯，澳門施達時1994年初版
- 《澳門動植物》張裕 等著；王濤豪、梁華 編，澳門臨時海島市政局2001年初版

## 外部連結
- 廉政文摘 （页面存档备份，存于）（部分為張裕著）
- 張裕簡歷 新華網 （页面存档备份，存于）

| 官衔                                           | 官衔                                                          | 官衔          |
| ---------------------------------------------- | ------------------------------------------------------------- | ------------- |
| 前任： · 斐明達（Luís Manuel Guerreiro Mendonça de Freitas） · 葡屬澳門反貪公署反貪專員 | 澳門特別行政區廉政專員 1999年12月20日－2009年12月19日         | 繼任： 馮文莊 |
| 參選行政長官上一位持有相同頭銜者：崔世安       | 澳門特別行政區社會文化司司長 · 2009年12月20日－2014年12月19日 | 繼任： 譚俊榮 |
| 政府职务                                       |                                                               |               |
| 前任： 林金城                                  | 澳門基金會行政委員會副主席 2014年12月20日－2015年12月19日     | 繼任： 鍾怡   |